# Tomás del Carmen Torres
Tomás Torres (Cumaná, Venezuela, 20 de diciembre de 1913 - 21 de marzo de 2011) fue un activista comunista venezolano, fundador de la primera estructura del Partido Comunista de Venezuela PCV en 1931.

## Actividad política
El 5 de marzo de 1931, durante la dictadura del general Juan Vicente Gómez, junto a su primo Tomás de Aquino Torres (Tirso), Víctor García Maldonado (Vicente), José Antonio Mayobre (Marín), Rodolfo Quintero, Rául Osorio (Ramiro), Aurelio Fortoul (Collins) y otros revolucionarios venezolanos, fundó la primera estructura comunista de Venezuela.
Conocido como "coco" empezó su lucha a favor de la clase trabajadora y demás sectores populares, con un claro y decidido enfoque antiimperialista que consta plasmado documentalmente, desde el primer manifiesto del PCV, repartido el 19 de febrero de 1938 en barrios y fábricas de 17 ciudades del país, donde él y sus compañeros de partido dieran a conocer su posición revolucionaria.